# Kallur, Gubbi
Kallur là một làng thuộc tehsil Gubbi, huyện Tumkur, bang Karnataka, Ấn Độ.